# Keukentjes van Korvezee
De keukentjes van Korvezee vormden in de 19e eeuw een berucht sloppenbuurtje in het centrum van de Nederlandse stad Utrecht.
Ze waren gelegen in Wijk C in een dichtgebouwd gebied tussen het Paardenveld en een (inmiddels verdwenen) steeg genaamd de Achterstraat. De krotwoninkjes waren niet tot nauwelijks bewoonbaar, onbekend qua straatnaam en vernoemd naar een eigenaar. Ze waren rond 1820 gebouwd en bestonden uit de oude (bij)keukens die aan een rij eenkamerwoningen waren gebouwd. In de loop der jaren liet de eigenaar de doorgangen van de woningen naar de (bij)keukens dichttimmeren zodat de zo'n 16 afgescheiden keukenruimtes als woonruimtes verhuurd konden worden voor ongeveer 25 guldencent per week. In de afgesplitste keukens kon men niet tot nauwelijks staan en er was onder andere gebrek aan licht, lucht, brand- en toiletvoorzieningen. In 1832 was al opgevallen dat er op het huizenblok met 20 gevallen veel cholera heerste waarna de overheid diverse malen optrad. De bouw in 1840 van een bierbrouwerij vrijwel pal achter de keukens zorgde onderwijl voor een verdere verslechtering van het leefklimaat. In 1849 rapporteerde de Geneeskundige Commissie onder meer dat de keukentjes van Korvezee een allertreurigst schouwspel en een waare bron van morsigheid, vocht en verpestende stank vormden. In de jaren 1850 werden de keukentjes van Korvezee onbewoonbaar verklaard. In 1859 zouden ze om die reden door de eigenaar afgebroken worden en werden 37 bewoners geteld in de afgescheiden keukenruimtes. In de jaren 1860 werden de keukentjes van Korvezee met behulp van de politie ontruimd waarbij een bewoner die niet wilde vertrekken gevangenisstraf kreeg. Binnen enkele jaren waren de krotwoningen echter weer bewoond.
Gaandeweg zijn de krotwoningen verdwenen. De eigenaar daarvan wordt wel getypeerd als een profiteur van de grote woningnood die in de stad Utrecht heerste. Goede en goedkope huizen waren medio 19e eeuw nauwelijks beschikbaar in Utrecht wiens bevolkingsaantal die eeuw verdrievoudigde naar 100.000 inwoners. De meeste arbeiderslonen lagen omstreeks 1850 rond de 5 à 6 gulden per week en een behoorlijke woning kostte minstens 1,20 gulden per week. De bevolking werd geacht toch ergens te kunnen wonen en een dak boven het hoofd werd meer bevonden als dakloos. De bewoners van dit soort krotten waren daarnaast lang niet altijd de meest armlastigen maar ook al dan niet geschoolde arbeiders met hun gezin. De leefomstandigheden zoals rond de keukentjes van Korvezee waren niet uniek in de stad Utrecht. In Wijk C bevonden zich tal van slechte woningen en elders in de stad waren soortgelijke omstandigheden zoals in het sloppenbuurtje rond de Reet in de Muur achter de Boterstraat. De grondige aanpak die uiteindelijk leidde naar verbeterde woonomstandigheden en hygiënemaatregelen zoals bruikbaar drinkwater kwam vanaf omstreeks 1850 langzaam maar gestaag op gang. De omgeving van de keukentjes van Korvezee is daarin vrijwel geheel op de schop gegaan en vandaag de dag bevindt zich er alleen nieuwbouw van vrij recente datum.